# Social arv
Social arv er et begreb, der bygger på en hypotese om, at et menneske overtager viden, holdninger og personlighedstræk fra forældrene gennem opvæksten. I denne brede betydning svarer social arv stort set til det indhold, der lægges i begrebet socialisering, når synsvinklen er socialisering i familien. Pierre Bourdieus begreb habitus anerkender på den ene side eksistensen af social arv, men fremhæver på den anden side også, at det under givne vilkår er muligt at bryde den sociale arv. I Danmark anvendes ofte udtrykket mønsterbryder om personer, der bryder den sociale arv.

## Forskellige definitioner

### Psykologisk definition
Den psykologiske definition på begrebet er "Overførsel af sociale problemer fra forældre til børn."  Forskningen har senere påvist, at der er tale om arv af risikofaktorer, dvs. en statistisk signifikant højere andel af personer i risikogrupper (alkoholmisbrug, narkotikamisbrug m.v.), hvis forældre har været ude i samme type misbrug. Forskellene blandt risikogrupperne og den øvrige befolkning er imidlertid ikke så store, at det er rimeligt at tale om et arveligt mønster. En anden kritik fremhæver, at det ikke kun er negative faktorer, der videreføres fra generation til generation; også fravær af problemer videreføres fra forældre til børn for de mere begunstigede dele af befolkningen.

### Sociologisk definition
Den sociologiske definition betragter ”den sociale arv” som et udtryk for miljøets betydning for børns udvikling. En belastet social, helbredsmæssig og boligmæssig opvækst er en væsentlig del af årsagsforklaringerne på sygdom, arbejdsløshed, kriminalitet og fattigdom senere i livet.

### Kulturel definition
Begrebet "habitus" er her udgangspunktet for forståelsen af "social arv". I forlængelse heraf har Erik Jørgen Hansen, forskningsleder på SFI, foretaget undersøgelser med udgangspunkt i den sociologiske fortolkning. Han understreger, at den kulturelle kapital sikrer opretholdelsen af magtfordelingen i samfundet. Gennem ophobningen af viden hos en lille samfundsklasse sikres den sociale ulighed. Denne tolkning af social arv betegnes også som chanceulighed. Denne type ulighed er ikke altafgørende for livsforløbet, men betegener en sandsynlighed for ulighed med hensyn til fordelingen af uddannelsesressourcer og socioøkonomisk position. 

## Eksterne links
- Niels Ploug: Teorier om betydningen af social baggrund og chance ulighed, Socialforskningsinstituttet Arkiveret 16. oktober 2013 hos  Wayback Machine
- Morten Ejrnæs: Pædagoger, forskere og diskursen om social arv Arkiveret 22. januar 2016 hos  Wayback Machine